# Seychellaria thomassetii
Seychellaria thomassetii là một loài thực vật có hoa trong họ Triuridaceae. Loài này được Hemsl. miêu tả khoa học đầu tiên năm 1907.